# Славгород (Русия)
Славгород (на руски: Славгород) е град в Алтайски край, Русия. Населението на града към 1 януари 2018 година е 29 916 души.

## История
Селището е основано през 1910 година, през 1914 година получава статут на град.